# Pacifico Monza
Pacifico Monza (Vicenza, 26. siječnja 1845. – Sanremo, 18. prosinca 1917.), bio je talijanski rimokatolički svećenik, naslovni biskup biskupije Troas te general franjevačkog reda od 1911. do 1915. godine.